# El alma herida
El alma herida es una telenovela mexicana producida por Argos Comunicación para Telemundo en el 2003.
Está protagonizada por Itatí Cantoral, Gabriel Porras, Rebecca Jones y Alejandro Camacho, con las participaciones antagónicas de Rodrigo de la Rosa, Dominika Paleta, Wendy de los Cobos, Gloria Peralta y Guillermo Quintanilla y con las actuaciones estelares de Damián Alcázar y Marta Aura.

## Trama
Una familia llena de esperanza de tomar una decisión difícil cruzar la frontera de los Estados Unidos en busca del sueño americano, dejando todo atrás sin sospechar que el destino les iba a jugar una mala pasada.
Eugenia Granados (Itati Cantoral) , con solo once años de edad, su padre Salvador Granados (Alejandro Camacho) y su hermano Daniel Salvador (Juan Carlos Martín del Campo) , a causa de la persecución de la policía no pueden cruzar la frontera. Su madre Catalina (Rebecca Jones), una hermosa y noble joven es obligada por un pollero que estaba atraído por ella, a pasar al otro lado de la frontera, este pollero intenta abusar de ella y como esta se resiste él le clava un cuchillo en el vientre y la deja abandonada. Un joven conductor de camión, Juan Manuel Mendoza (Gabriel Porras), quien parecía llovido del cielo,  conmocionado por la situación rescata a Eugenia, Daniel y Salvador; por una serie de pruebas Salvador llega a creer que su amada esposa murió.
El dolor y el sufrimiento de esta familia les hizo mudarse con Juan Manuel, un joven tímido, trabajador generoso desde los 14 años de edad y que se transforma en el principal protector de la familia, dando trabajo a Salvador. Eugenia siempre le estará agradecida a Juan Manuel de quien ella se enamora perdidamente más tarde.
Mientras tanto, Catalina al otro lado de la frontera, a pesar de pasar por muchas dificultades, nunca deja de intentar encontrar a su familia. Se gana la vida como siempre puede, honesta y dignamente hasta que un señor se casa con ella solo para darle su nacionalidad estadounidense y una pequeña herencia que le sirvió para irse a Paztcuaro, Michoacán, México. Por otra desgracia del destino, ella cree que su familia vive en Estados Unidos y decide volver. Sin embargo, Salvador descubre que su esposa está viva, pero él cree que ella lo dejó por otro hombre.
Cuando Eugenia descubre que su madre está viva decide buscarla allí, pero no antes de decir adiós a Juan Manuel con un beso, algo que es asombroso, diciendo que siempre ha querido. Él está totalmente confundido por esto, porque la vio crecer y nunca tuvo ojos para otra cosa que amistad. Cuando está en Los Ángeles, Eugenia se dedica al estudio y la superación. Sin embargo, la correspondencia con Juan Manuel aumentar sus ilusiones amorosas cada vez más por su promesa de que el auge de la novela durante tanto tiempo soñado. Lo que ella no sospecha que esta carta no es de Juan Manuel, sino de su hermano menor, Alejandro (Rodrigo de la Rosa), quien se lo toma todo como un simple juego sin saber las ilusiones que crea.
Años más tarde, Eugenia decide regresar, solo por un tiempo a México y se reunirá con Juan Manuel, pero su llegada fue totalmente inesperada y desconcertante, haciendo que los dos hermanos luchen por ganar su corazón. Eugenia se decepciona de Juan Manuel y se regresa a Los Ángeles, él va a buscarla, se contentan y mediante un noticiero Catalina y Eugenia se reencuentran. Salvador sin dar oportunidad de hablar a Catalina la rechaza, hasta que el amor puede más y se juntan, pero por una serie de conflictos con los celos desmedidos de Salvador, y las intrigas de Cristina una mujer calculadora y ambiciosa, al poco tiempo se separan. Catalina tendrá que decidir entre Frank un hombre respetuoso, noble, atractivo y que la quiere mucho o Salvador, el amor de su vida, quien también la adora pero tiene muchos problemas. Eugenia se da cuenta de que por su mafioso medio hermano Alejandro será un tormento en su vida; Juan Manuel la dejará por una enfermedad de la que después se libra. 
Eugenia y Catalina tendrán que tomar decisiones muy importantes para llegar a ser felices y está misión será muy complicada ya que por su terrible pasado las dos tienen dentro El Alma Herida...

## Elenco
- Rebecca Jones - Catalina Morales / De Granados/ Vda. de Smith
- Itatí Cantoral - Eugenia Granados Morales/ De Mendoza
- Gabriel Porras - Juan Manuel Mendoza Ibarrola
- Alejandro Camacho - Salvador Granados
- Rodrigo de la Rosa - Alejandro Mendoza
- Damián Alcázar - Francisco López/ Frank
- Wendy de los Cobos - Cristina
- Gloria Peralta - Adriana
- Dominika Paleta - Patricia Araiza
- Juan Carlos Martín Del Campo - Daniel Granados Morales
- Evangelina Anderson -
- Guillermo Quintanilla - Cruz Salazar
- Elizabeth Cervantes - Berta
- Fabian Vena - Guillermo
- Juan Alejandro Ávila - Henry
- Amor Huerta - Young Eugenia
- Adrian Ponce - Young Daniel
- Germán Valdés III -
- Marta Aura - Doña Guadalupe
- Álex Ubago -
- Fernanda  - Clarita

## Versiones
- El alma herida es una versión de la telenovela argentino-puertorriqueña "La cruz de papel" de 1986, coproducción del canal puertorriqueño WAPA-TV y el canal argentino Canal 11 hoy Telefe, protagonizada por la puertorriqueña Giselle Blondet y el argentino Antonio Grimau.